# Axel Hedborg
Sven Axel Adrian Hedborg, född den 9 juni 1861 i Nora, död den 12 september 1929 i Skellefteå,  var en svensk jurist och politiker. 
Hedborg blev student vid Uppsala universitet 1881 och avlade examen till rättegångsverken där 1884. Han blev extra ordinarie notarie i Svea hovrätt sistnämnda år, vice häradshövding 1887 och adjungerad ledamot i Svea hovrätt 1896. Hedborg var tillförordnad domhavande under sammanlagt åtta år och två månader 1886–1899 och häradshövding i Västerbottens norra domsaga från 1899. Han var i riksdagen ledamot av första kammaren 1903–1906, invald i Västerbottens läns valkrets. Hedborg blev riddare av Nordstjärneorden 1909. Han vilar på Norra kyrkogården i Nora.